# فالوفیلد
فالوفیلد (به انگلیسی: Fallowfield) یک شهرک در بریتانیا است که در Manchester واقع شده‌است. فالوفیلد ۱۵٬۲۱۱ نفر جمعیت دارد.